# Stora Bergholmen, Sibbo
Stora Bergholmen är en ö i Finland. Den ligger i Finska viken och i kommunen Sibbo i den ekonomiska regionen  Helsingfors i landskapet Nyland, i den södra delen av landet. Ön ligger omkring 18 kilometer nordöst om Helsingfors.
Öns area är 15,5 hektar och dess största längd är 0,5 kilometer i sydöst-nordvästlig riktning.